# 髙田多喜男
髙田 多喜男（たかだ たきお、1929年〈昭和4年〉11月13日 - ）は、大阪府大阪市北区生まれ、奈良県生駒市出身の日本の実業家。近鉄百貨店副社長として阿倍野本店リニューアルを成功させ、京都近鉄百貨店社長として同社京都店増床にかかわった。

## 来歴・エピソード

### 誕生から近鉄入社まで
1929年（昭和4年）11月13日、大阪府大阪市北区生まれ。物心つく前に父を亡くした後に奈良県生駒市へ移り住み、母・リウに女手一つで育てられた。
旧制郡山中学に通学し、校舎の1階で乾電池製造をして働き、2階で勉強する生活を送っていた15歳の時に太平洋戦争の終戦を迎える。海軍兵学校に進学すると決めていた髙田は涙が出てきたという。

### 近鉄への入社
髙田は京都大学法学部へ入学し、下宿せず生駒の自宅から通学していた。文章を書くのが好きで新聞社への入社が希望だった。しかし、母親があまり気乗りせず、転勤がない（と考えた）近畿日本鉄道（近鉄）への就職を望んだ。髙田は親孝行のため、同社への入社試験を受けることにした。京大には近鉄の求人が無かったので、縁故で試験を受けられることになったものの、試験そのものは公平に行われた。
髙田は合格し、1953年（昭和28年）4月に近鉄へ入社した。しかし、鉄道部門ではなく同社百貨店部（1972年に旧・近鉄百貨店に分社化）へ配属され、外商業務の担当となった。

### 近鉄百貨店時代
東京近鉄百貨店の初代店長となった際のみ生駒市を離れた。サラリーマン時代で苦しかった時というのがないと感じる髙田だが、強いて挙げるなら東京出店時の業務だという。関西に戻ってからはストアプランニングを手掛ける「アルテリア」の羽田良美と協力して阿倍野本店の1988年（昭和62年）のリニューアルに貢献し、山中鏆（伊勢丹・松屋・東武百貨店）と並ぶ人物だと業界全体で評価を受けていた。
このため、髙田が近鉄百貨店社長となると言われていたが、1993年（平成5年）2月末、当時近鉄百貨店社長だった林修から京都近鉄百貨店の社長に就任するよう内示を受けた

### 京都近鉄百貨店時代
髙田は百貨店へは子供時代からよく行っており、京都大学に通学していた。ところが、同じ大学・学部の先輩で近鉄グループ総帥だった上山善紀らと異なり、もともと丸物の京都本店へ立ち寄ったことはない。また、近鉄グループの一員として同社の経営基盤が弱いことも熟知しており、社長就任を断ることも考えた。しかし、京都本店を訪ねて若い女性販売員からネクタイから買ったところ、丁寧な接客から、社長になるか迷ったことを非常に恥じた。社長になる決心をし、1993年5月に就任した。
また、前社長の井上素夫らは滋賀県草津市のJR草津駅前へ百貨店を出店する契約について二転三転する態度を取って、地元からの反発を招いていたが、髙田は再検討を決めて出店交渉を続けることにした。その後、駅に近い隣接地で計画が立て直され、1997年（平成9年）9月5日に草津近鉄百貨店が開業した。

### 趣味
大学時代に友人から碁を習い、1994年ごろに五段の免状を取得した。ほかに、退職後油絵にも挑戦したいと述べている。

### 退職後

#### かつて手掛けた店
吉祥寺の東京店は2001年、京都店は近鉄百貨店の直営店となったが2007年に閉店した。しかし、阿倍野本店はあべのハルカス近鉄本店へリニューアルされたほか、草津近鉄百貨店は現在も近鉄百貨店草津店として営業している。のちに近鉄百貨店社長となった秋田拓士は草津店を地域密着型の店として運営し、「ツタヤがオープンして草津が一番勢いがあります」と評している

#### 戦争体験
退職後も生駒市に住んでいる。2008年（平成20年）には生駒市図書会館で戦争体験や教訓を語り、日本史に関心の深い髙田は、戦争体験を述べる以上に昭和初期から1945年（昭和20年）までの歴史を検証し、教訓を共有することが重要だと訴えた。

## 髙田を扱った本
- 渡辺一雄『新風 ある百貨店の挑戦』経営書院 1995年11月30日。ISBN 4-87913-564-X
  - 京都近鉄百貨店社長だったころ、元・同業者（大丸社員）だった渡辺一雄が髙田や京都近鉄百貨店の社史を取材して出版した。